# 京都府立舞鶴こども療育センター
京都府立舞鶴こども療育センター（きょうとふりつ まいづるこどもりょういくセンター）は、京都府の府立療育センター、肢体不自由児施設、病院。
入院中の子供は併設の舞鶴支援学校北吸分校で教育を受けている。

## 所在地
- 京都府舞鶴市北吸無番地
  - 舞鶴若狭自動車道 舞鶴東IC から約15分。
  - JR舞鶴線 東舞鶴駅 から自動車で約10分。

## 診療科目
- 小児科外来・入院
- 小児精神科外来・入院
- 小児整形外科外来・入院
- 小児歯科外来
- リハビリテーション

## 歴史
- 1958年（昭和33年）12月：京都府で最初の肢体不自由児施設「国家公務員共済組合連合会舞鶴共済整肢学園」として開設。
- 1979年（昭和54年）4月1日：京都府立の施設として改組。